# Costasavina
Costasavina ist eine Fraktion der italienischen Gemeinde Pergine Valsugana im Trentino, auf 506 m s.l.m..
Das Dorf liegt unterhalb der Nordflanke des Marzola (1738 m) und etwa zwei Kilometer von Perigne entfernt, zwischen den Orten Roncogno und Susà.

## Gliederung
Das Dorf besteht aus verschiedenen Weilern:
- Dos (Nord-Westen),
- Villa (der eigentliche historische Ortskern),
- Mas (das Oberdorf),
- Lozeri (unter dem Dorf),
- Caset (Süd-Osten),
- weitere Häuser, die keinen eigenen Weiler bilden.

Trotz der in jüngster Zeit erfolgten Zunahme der Bevölkerung und der daraus resultierenden Bautätigkeit in einigen Weilern finden sich in der Fraktion immer noch zahlreiche historische Gebäude.

## Sehenswürdigkeiten
Im Weiler Dos finden sich viele wappengeschmückte Gebäude, einige erinnern an die Plünderung des Dorfes durch die Truppen Napoleon Bonapartes im Jahr 1796.
Unweit von Costasavina befindet sich das „Casa dei Sartori“, es stammt aus dem 17. Jahrhundert, früher glaubte man, dass es ein Kloster gewesen sei. Aus dem Haus der Sartori stammt ein Kachelofen, der jetzt im Castello di Pergine ausgestellt ist.
Die Pfarrkirche ist dem heiligen Martin von Tours geweiht; sie entstand im 16. Jahrhundert, 1933 wurde sie vollständig umgebaut und modernisiert. In der Apsis findet sich noch das Altarbild aus dem 16. Jahrhundert.

## Wirtschaft
In Costasavina wird Landwirtschaft betrieben. Leitfrüchte sind Äpfel und Kirschen. Die Kirschen sind als Duroni di Costsavina bekannt.